# The Fast and the Furious: Super Bikes
The Fast and the Furious: Super Bikes es un spin-off de la serie de videojuegos de carreras arcade The Fast and the Furious y primer juego de la serie Super Bikes, fue desarrollado y publicado por Raw Thrills, y fue lanzado el 24 de junio de 2006.

## Jugabilidad
Super Bikes es similar en algunos aspectos al juego The Fast and the Furious de 2004 , pero a diferencia del primer juego, los jugadores andan en motos y compiten en nueve pistas diferentes. Además, a diferencia del juego original, no todas las etapas del juego se establecen en los Estados Unidos; Algunas pistas se encuentran en diferentes países del mundo, como China, Suiza y Mónaco.
En el juego, los jugadores pueden elegir entre doce motocicletas con licencia fabricadas por fabricantes líderes como Moto Guzzi, Kawasaki y Suzuki. Los jugadores pueden personalizar sus motocicletas de muchas maneras, al actualizar los motores y ajustar la moto. Como en el primer juego, los jugadores pueden realizar varios movimientos, como giros de helicóptero y barriles; el drifting también es un elemento importante del juego.
El exlegendario diseñador de sonido de Midway Games, Jon Hey, hizo el desarrollo de audio del juego.